# Clovia flaviscutum
Clovia flaviscutum är en insektsart som beskrevs av Jacobi 1921. Clovia flaviscutum ingår i släktet Clovia och familjen spottstritar. Inga underarter finns listade i Catalogue of Life.